# Municipio de Warwick (condado de Bucks)
El municipio de Warwick (en inglés: Warwick Township) es un municipio ubicado en el condado de Bucks en el estado estadounidense de Pensilvania. En el año 2000 tenía una población de 11.977 habitantes y una densidad poblacional de 415.2 personas por km².

## Geografía
El municipio de Warwick se encuentra ubicado en las coordenadas 40°14′36″N 75°04′47″O / 40.24333, -75.07972.

## Demografía
Según la Oficina del Censo en 2000 los ingresos medios por hogar en la localidad eran de $81,711 y los ingresos medios por familia eran $88,145. Los hombres tenían unos ingresos medios de $60,334 frente a los $36,751 para las mujeres. La renta per cápita para la localidad era de $29,734. Alrededor del 2,3% de la población estaban por debajo del umbral de pobreza.